# Спортист на годината на България
Спортист на годината е годишна награда, присъждана на най-добрия български спортист за годината. Победителят се избира от акредитирани журналисти.
За пръв път анкетата е организирана през 1942 от в. „Спорт“ и най-добрият спортист на България е определен между читателите на вестника. През 1948 и 1955 организатор е в. „Народен спорт“ и отново читателите определят класирането. През 1956 анкетата се провежда между слушателите на радио „София“. Тези 4 анкети са неофициални.
Първият официален победител е определен през 1958 и това е баскетболистката Ваня Войнова. От 1986 до 1989 са организирани отделни класации за мъже и жени. През официалния период най-много наградата е печелена от Стефка Костадинова – 4 пъти. Следват: Боян Радев и Станка Златева – 3 пъти; Продан Гарджев, Петър Киров, Христо Марков, Серафим Тодоров, Йордан Йовчев, Румяна Нейкова, Григор Димитров и Александър Везенков – 2 пъти. С една награда са 47 спортисти (вкл. 2024 г.), като в тази бройка влизат и двамата спортисти от екипните двойки определени за най-добър спортист на годината през 1978 и 2006.

## Спортист на годината
| Година | Победител                                                          | Второ място                                                      | Трето място                                                        |
| ------ | ------------------------------------------------------------------ | ---------------------------------------------------------------- | ------------------------------------------------------------------ |
| 1958   | Ваня Войнова баскетбол                                             | Лютви Ахмедов борба, свободен стил                               | Кирил Воденичаров парашутизъм                                      |
| 1959   | Лютви Ахмедов борба, свободен стил                                 | Ваня Войнова баскетбол                                           | Стоян Славков лека атлетика, десетобой                             |
| 1960   | Димитър Добрев борба, класически стил                              | Велик Капсъзов спортна гимнастика                                | Крали Бимбалов борба, класически стил                              |
| 1961   | Димитър Хлебаров лека атлетика, овчарски скок                      | Велик Капсъзов спортна гимнастика                                | Диана Йоргова лека атлетика, скок на дължина                       |
| 1962   | Еньо Вълчев борба, свободен стил                                   | Георги Пеев шахмат                                               | Диана Йоргова лека атлетика, скок на дължина                       |
| 1963   | Продан Гарджев борба, свободен стил                                | Стефан Панайотов бокс                                            | Никола Проданов спортна гимнастика                                 |
| 1964   | Боян Радев борба, класически стил                                  | Продан Гарджев борба, свободен стил                              | Еньо Вълчев борба, свободен стил                                   |
| 1965   | Георги Аспарухов футбол                                            | Станчо Колев борба, свободен стил                                | Димитър Хлебаров лека атлетика, овчарски скок                      |
| 1966   | Продан Гарджев борба, свободен стил                                | Георги Стойковски лека атлетика, троен скок                      | Боян Радев борба, класически стил                                  |
| 1967   | Боян Радев борба, класически стил                                  | Мария Гигова художествена гимнастика                             | Ангел Кирилов колоездене                                           |
| 1968   | Боян Радев борба, класически стил                                  | Петър Киров борба, класически стил                               | Еньо Вълчев борба, свободен стил                                   |
| 1969   | Михаил Желев лека атлетика, бягане на 3000 метра с препятствия     | Мария Гигова художествена гимнастика                             | Младен Кучев вдигане на тежести                                    |
| 1970   | Петър Киров борба, класически стил                                 | Димитър Златанов волейбол                                        | Александър Крайчев вдигане на тежести                              |
| 1971   | Петър Киров борба, класически стил                                 | Мария Гигова художествена гимнастика                             | Александър Томов борба, класически стил                            |
| 1972   | Йордан Биков вдигане на тежести                                    | Йорданка Благоева лека атлетика, скок на височина                | Георги Костадинов бокс                                             |
| 1973   | Неделчо Колев вдигане на тежести                                   | Светла Златева лека атлетика, бягане на 800 метра                | Йорданка Благоева лека атлетика, скок на височина                  |
| 1974   | Лиляна Томова лека атлетика, бягане на 800 метра и 1500 метра      | Георги Тодоров вдигане на тежести                                | Анка Пелова спортна стрелба                                        |
| 1975   | Валентин Христов вдигане на тежести                                | Александър Томов борба, класически стил                          | Атанас Киров вдигане на тежести                                    |
| 1976   | Иванка Христова лека атлетика, тласкане на гюле                    | Нураир Нурикян вдигане на тежести                                | Здравка Йорданова и Светла Оцетова академично гребане, двойка скул |
| 1977   | Тотка Петрова лека атлетика, бягане на 800 метра и 1500 метра      | Никола Динев борба, класически стил                              | Петър Попангелов ски алпийски дисциплини                           |
| 1978   | Здравка Йорданова и Светла Оцетова академично гребане, двойка скул | Янко Русев вдигане на тежести                                    | Стоян Николов борба, класически стил                               |
| 1979   | Александър Томов борба, класически стил                            | Янко Русев вдигане на тежести                                    | Стоян Делчев спортна гимнастика                                    |
| 1980   | Любомир Любенов кану-каяк                                          | Стоян Делчев спортна гимнастика                                  | Янко Русев вдигане на тежести                                      |
| 1981   | Янко Русев вдигане на тежести                                      | Антоанета Тодорова лека атлетика, хвърляне на копие              | Анелия Раленкова художествена гимнастика                           |
| 1982   | Благой Благоев вдигане на тежести                                  | Никола Динев борба, класически стил                              | Исмаил Мустафов бокс                                               |
| 1983   | Васил Етрополски фехтовка, сабя                                    | Диляна Георгиева художествена гимнастика                         | Боряна Стоянова спортна гимнастика                                 |
| 1984   | Людмила Жечева-Андонова лека атлетика, скок на височина            | Наим Сюлейманов вдигане на тежести                               | Мануела Малеева тенис на корт                                      |
| 1985   | Стефка Костадинова лека атлетика, скок на височина                 | Наим Сюлейманов вдигане на тежести                               | Таня Богомилова плуване, бруст                                     |
| 1986   | Йорданка Донкова лека атлетика, бягане на 100 метра с препятствия  | Стефка Костадинова лека атлетика, скок на височина               | Лилия Игнатова художествена гимнастика                             |
| 1986   | Асен Златев вдигане на тежести                                     | Христо Марков лека атлетика, троен скок                          | Емил Иванов борба, класически стил                                 |
| 1987   | Стефка Костадинова лека атлетика, висок скок                       | Гинка Загорчева лека атлетика, бягане на 100 метра с препятствия | Весела Лечева спортна стрелба                                      |
| 1987   | Христо Марков лека атлетика, троен скок                            | Михаил Петров вдигане на тежести                                 | Валентин Йорданов борба, свободен стил                             |
| 1988   | Таня Богомилова плуване, бруст                                     | Ваня Гешева кану-каяк                                            | Йорданка Донкова лека атлетика, бягане на 100 метра с препятствия  |
| 1988   | Христо Марков лека атлетика, троен скок                            | Исмаил Мустафов бокс                                             | Атанас Комшев борба, класически стил                               |
| 1989   | Весела Лечева спортна стрелба                                      | Таня Богомилова плуване, бруст                                   | Стефка Костадинова лека атлетика, скок на височина                 |
| 1989   | Валентин Йорданов борба, свободен стил                             | Иван Иванов вдигане на тежести                                   | Емил Иванов борба, класически стил                                 |
| 1990   | Стефан Ботев вдигане на тежести                                    | Даниела Гергелчева тенис на маса                                 | Рахмат Сукра борба, свободен стил                                  |
| 1991   | Серафим Тодоров бокс                                               | Цветанка Христова лека атлетика, хвърляне на диск                | Киркор Киркоров бокс                                               |
| 1992   | Николай Бухалов кану-каяк                                          | Иван Иванов вдигане на тежести                                   | Христо Стоичков футбол                                             |
| 1993   | Серафим Тодоров бокс                                               | Емил Костадинов футбол                                           | Мария Петрова художествена гимнастика                              |
| 1994   | Христо Стоичков футбол                                             | Николай Бухалов кану-каяк                                        | Валентин Йорданов борба, свободен стил                             |
| 1995   | Стефка Костадинова лека атлетика, скок на височина                 | Николай Бухалов кану-каяк                                        | Валентин Йорданов борба, свободен стил                             |
| 1996   | Стефка Костадинова лека атлетика, скок на височина                 | Валентин Йорданов борба, свободен стил                           | Даниел Петров бокс                                                 |
| 1997   | Йото Йотов вдигане на тежести                                      | Стефка Костадинова лека атлетика, скок на височина               | Златан Ванев вдигане на тежести                                    |
| 1998   | Екатерина Дафовска биатлон                                         | Серафим Бързаков борба, свободен стил                            | Пламен Желязков вдигане на тежести                                 |
| 1999   | Гълъбин Боевски вдигане на тежести                                 | Христина Калчева лека атлетика, скок на височина                 | Ростислав Димитров лека атлетика                                   |
| 2000   | Тереза Маринова лека атлетика, троен скок                          | Таню Киряков спортна стрелба                                     | Гълъбин Боевски вдигане на тежести                                 |
| 2001   | Йордан Йовчев спортна гимнастика                                   | Гълъбин Боевски вдигане на тежести                               | Николай Паслар борба, свободен стил                                |
| 2002   | Румяна Нейкова академично гребане, скиф                            | Армен Назарян борба, класически стил                             | Георги Марков вдигане на тежести                                   |
| 2003   | Йордан Йовчев спортна гимнастика                                   | Армен Назарян борба, класически стил                             | Милен Добрев вдигане на тежести                                    |
| 2004   | Мария Гроздева спортна стрелба                                     | Йордан Йовчев спортна гимнастика                                 | Милен Добрев вдигане на тежести                                    |
| 2005   | Веселин Топалов шахмат                                             | Николай Гергов борба, класически стил                            | Армен Назарян борба, класически стил                               |
| 2006   | Албена Денкова и Максим Ставийски фигурно пързаляне                | Ваня Стамболова лека атлетика, бягане на 400 метра               | Радослав Великов борба, свободен стил                              |
| 2007   | Станка Златева борба, свободен стил                                | Албена Денкова и Максим Ставийски фигурно пързаляне              | Явор Янакиев борба, класически стил                                |
| 2008   | Румяна Нейкова академично гребане, скиф                            | Станка Златева борба, свободен стил                              | Кирил Терзиев борба, свободен стил                                 |
| 2009   | Детелин Далаклиев бокс                                             | Йордан Йовчев спортна гимнастика                                 | Станка Златева борба, свободен стил                                |
| 2010   | Станка Златева борба, свободен стил                                | Михаил Ганев борба, свободен стил                                | Ваня Стамболова лека атлетика, бягане на 400 метра с препятствия   |
| 2011   | Станка Златева борба, свободен стил                                | Петър Стойчев плуване, плувен маратон                            | Елис Гури борба, класически стил                                   |
| 2012   | Кубрат Пулев бокс                                                  | Тервел Пулев бокс                                                | Станка Златева борба, свободен стил                                |
| 2013   | Иво Ангелов борба, класически стил                                 | Григор Димитров тенис на корт                                    | Кубрат Пулев бокс                                                  |
| 2014   | Григор Димитров тенис на корт                                      | Иван Марков вдигане на тежести                                   | Александра Жекова сноуборд                                         |
| 2015   | Габриела Петрова лека атлетика, троен скок                         | Станилия Стаменова кану-каяк                                     | Владимир Николов волейбол                                          |
| 2016   | Мирела Демирева лека атлетика, висок скок                          | Елица Янкова борба                                               | Радослав Янков сноуборд                                            |
| 2017   | Григор Димитров тенис на корт                                      | Радослав Янков сноуборд                                          | Невяна Владинова художествена гимнастика                           |
| 2018   | Тайбе Юсеин свободна борба                                         | Мирела Демирева лека атлетика                                    | Александра Начева лека атлетика                                    |
| 2019   | Владимир Илиев биатлон                                             | Ивет Лалова-Колио лека атлетика                                  | Григор Димитров тенис на корт                                      |
| 2020   | Цветана Пиронкова тенис на корт                                    | Едмонд Назарян борба                                             | Кубрат Пулев бокс                                                  |
| 2021   | Ивет Горанова карате                                               | Стойка Кръстева бокс                                             | Антоанета Костадинова спортна стрелба                              |
| 2022   | Александър Везенков баскетбол                                      | Кирил Милов борба                                                | Алберт Попов ски алпийски дисциплини                               |
| 2023   | Александър Везенков баскетбол                                      | Григор Димитров тенис на корт                                    | Петър Мицин плуване                                                |
| 2024   | Карлос Насар вдигане на тежести                                    | Боряна Калейн художествена гимнастика                            | Семен Новиков борба                                                |

## Неофициални победители
| Година | Победител                           | Второ място           | Трето място                                   |
| ------ | ----------------------------------- | --------------------- | --------------------------------------------- |
| 1942   | Любен Стамболиев футбол             | Кирил Симеонов футбол | Любомир Ангелов футбол                        |
| 1948   | Кольо Маринов борба                 | Коста Шопов волейбол  | Владимир Христов бокс                         |
| 1955   | Милко Димов колоездене              | Стефан Божков футбол  | Димитър Хлебаров лека атлетика, овчарски скок |
| 1956   | Никола Станчев борба, свободен стил | Иван Колев футбол     | Юсеин Мехмедов борба, свободен стил           |

## Млад спортист на годината на България
През 2012 г. за първи път е връчена награда за най-добър млад спортист на България. Наградата се връчва от Viasport.bg и министерството на спорта. 
| Година | Победител                      | Второ място             | Трето място                    |
| ------ | ------------------------------ | ----------------------- | ------------------------------ |
| 2012   | Владимир Зографски ски скокове | Боян Михайлов кану-каяк | Димитър Кузманов тенис на корт |

## Рекордьори
| №    | Име                 | Победител | Второ място | Трето място |
| ---- | ------------------- | --------- | ----------- | ----------- |
| 1    | Стефка Костадинова  | 4         | 2           | 1           |
| 2    | Станка Златева      | 3         | 1           | 2           |
| 3    | Боян Радев          | 3         | 0           | 1           |
| 4    | Григор Димитров     | 2         | 2           | 1           |
| 5-8  | Продан Гарджев      | 2         | 1           | 0           |
| 5-8  | Петър Киров         | 2         | 1           | 0           |
| 5-8  | Христо Марков       | 2         | 1           | 0           |
| 5-8  | Йордан Йовчев       | 2         | 1           | 0           |
| 9-10 | Серафим Тодоров     | 2         | 0           | 0           |
| 9-10 | Румяна Нейкова      | 2         | 0           | 0           |
| 9-10 | Александър Везенков | 2         | 0           | 0           |